# Клавдія Кім
Кім Су Хьон (кор. 김수현; нар. 25 січня 1985), відоміша як Клавдія Кім (англ. Claudia Kim), — південнокорейська, американська модель та акторка. Дебютувала в листопаді 2006 року, знявшись у телевізійній південнокорейській драмі «Королева гри».

## Життєпис
Народилася 25 січня 1985 року в Сеулі. У віці п'ять років, вона з сім'єю переїхала у Нью-Джерсі, США, де вони жили шість років до повернення в Південну Корею. У середній школі вона мріяла стати юристом-міжнародником, а у старшій сподівалася стати телеведучою. Вона була натхненна переглядом ведучого новин CNN Каруни Шиншо в Азії. Вона завершила навчання за кордоном, аби утілити свою мрію ведучої, та поступила до Жіночого університету Іхва на фах «Міжнародні дослідження». Під час навчання вона три роки працювала репортером і диктором в університетській англомовній газеті Ewha Voice. Вона також працювала репортером-інтерном у The Korea Times та Arirang TV.
Крім того, її зацікавленість до музики, фільмів та інших сфер розваг привела до подачі заявки на участь у конкурсі супер моделей.

### Кар'єра

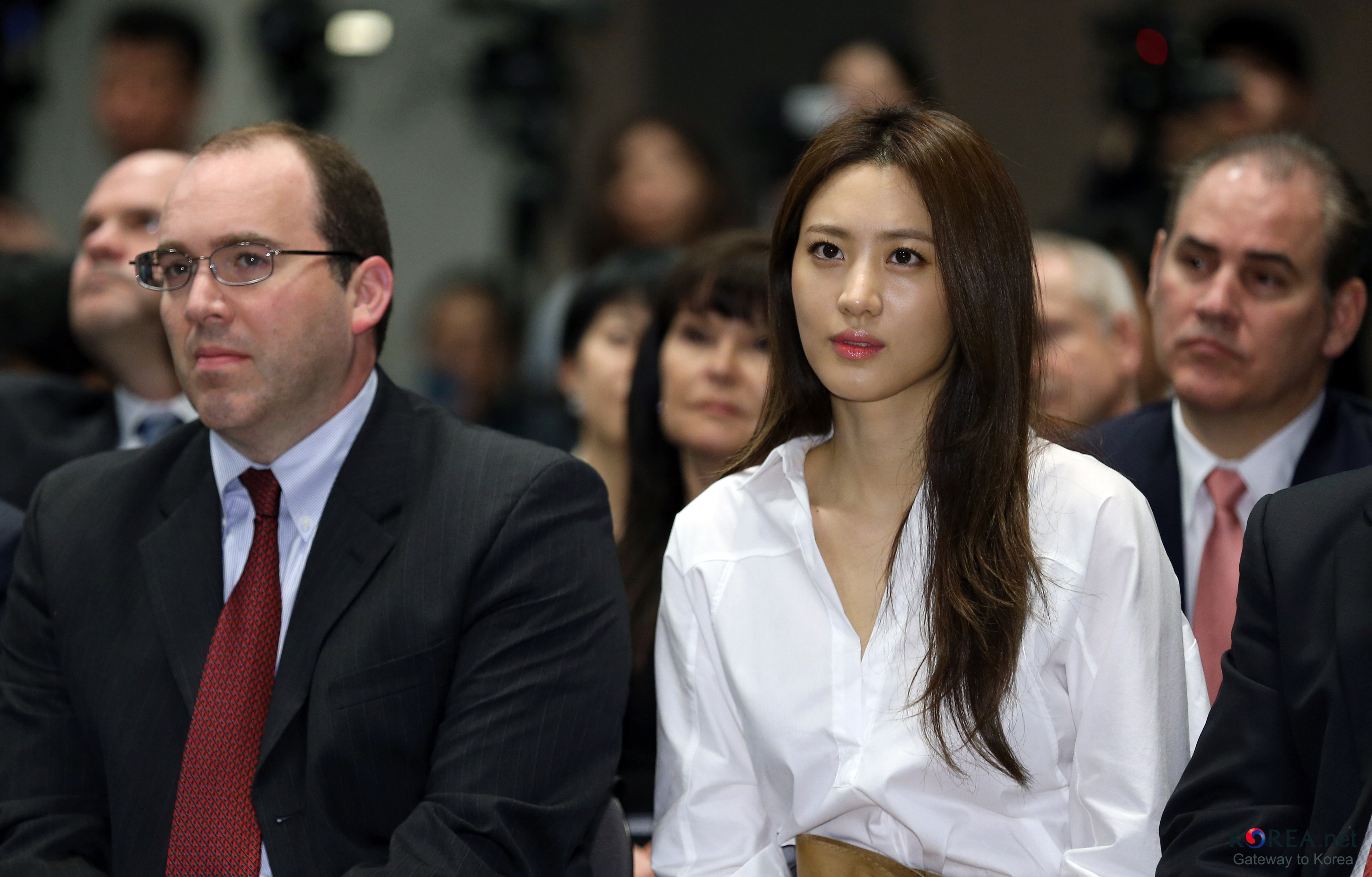
Кім під час церемонії підписання MoU між Корейською кінокомісією та Marvel Studios (2014)

Кім дебютувала в індустрії розваг, коли 2005 року виграла головний приз на корейсько-китайському конкурсі моделей. Кім була першою володаркою нагороди, яка ніколи не працювала моделлю. З тих пір вона була зацікавлена в участі у німецькому показі мод, і вона також практикувалася в акторській майстерності, сподіваючись водночас зіграти роль.
Після конкурсу супермоделей продюсер О Се Кан, який бачив Кім в ранковому ток-шоу, запропонував їй узяти участь в шоу, заявивши, що це підійде його ролі міжнародного юриста. Завдяки цій можливості, вона дебютувала в телебаченні в листопаді 2006 року, зігравши головну роль у серіалі «Королева гри» (2006). Кім Су Гьон грає Пак Джу Он, подругу Лі Шин Чжона (Джу Джин Мо) і любляча його юристку його юридичної фірми. За цю драму вона виграла премію New Star 2006 року на церемонії вручення нагород SBS за акторську майстерність.
Кім зіграла другорядні ролі в медичній драмі «Мозок» (2011) і шпигунської комедії «Державний службовець 7-го класу» (2013), а також зіграла головну роль у ситкомі «У режимі очікування» (2012). Кім привернула міжнародну увагу завдяки своїм ролям у фільмах «Марко Поло» (2014 року) і «Месники: Ера Альтрона» (2015).
2014 року взяла псевдонім Клаудія Кім, щоб її не плутали з актором Кім Су Гьоном.
2017 року Кім з'явилася у фільмі «Темна Вежа», а 2018 року зіграла змію Нагайну у фільмі «Фантастичні звірі: Злочини Ґріндельвальда».
2019 року італійський будинок моди Max Mara запросив її на щорічний гала-концерт Women in Film Gala, який з 1973 року виступає за жінок і гендерну рівність в індустрії розваг. Таким чином, вона стала першою корейською актрисою, яка відвідала цей захід.

### Особисте життя
Кім вийшла заміж за американо-корейського бізнесмена Ча Мін Гина (також відомого як Matthew Shampine) 14 грудня 2019 року в готелі Shilla у Сеулі.
У квітні 2020 року вона має оголосити, що чекає першу дитину і знаходиться на 15 тижні вагітності. 1 жовтня вона народила доньку.

## Фільмографія
| Рік       |   | Українська назва                          | Оригінальна назва                           | Роль                  |
| --------- | - | ----------------------------------------- | ------------------------------------------- | --------------------- |
| 2006—2007 | с | Королева гри                              | Queen of the Game; кор. 게임의 여왕         | Парк Ю Он             |
| 2010      | с | Втікач: План Б                            | The Fugitive: Plan B                        | Софі                  |
| 2011      | с | Місто романтиків                          | Romance Town                                | Хванг Ю Он            |
| 2011—2012 | с | Мозок                                     | Brain                                       | Джанг Ю Джин          |
| 2012      | с | У режимі очікування                       | Standby                                     | Кім Су Ген            |
| 2013      | с | Сьомий клас державного службовця          | 7th Grade Civil Servant                     | Кім Мі Ре             |
| 2014—2016 | с | Марко Поло                                | Marco Polo                                  | Хутулун (16 епізодів) |
| 2015      | ф | Месники: Ера Альтрона                     | Avengers: Age of Ultron                     | доктор Гелен Чо       |
| 2015      | ф | Рівні                                     | Equals                                      | голос колективу       |
| 2016      | с | Монстр                                    | Monseuteo                                   | Ю Сін Е               |
| 2017      | ф | Темна Вежа                                | The Dark Tower                              | Арра Шампіньйон       |
| 2018      | ф | Фантастичні звірі: Злочини Ґріндельвальда | Fantastic Beasts: The Crimes of Grindelwald | Наджіні               |